# 3452 Hawke
3452 Hawke (1980 OA) là một tiểu hành tinh vành đai chính được phát hiện ngày 17 tháng 7 năm 1980 bởi Bowell, E. ở Flagstaff (AM).